# Boulevard Général Jacques
Le boulevard Général Jacques est un boulevard bruxellois de la commune d'Etterbeek, d'Ixelles et d'Auderghem, faisant partie de la grande ceinture de Bruxelles (R21). Il est nommé en hommage au général Alphonse Jacques de Dixmude.
Sa longueur sur le territoire d'Auderghem n'est que d'environ 70 m.

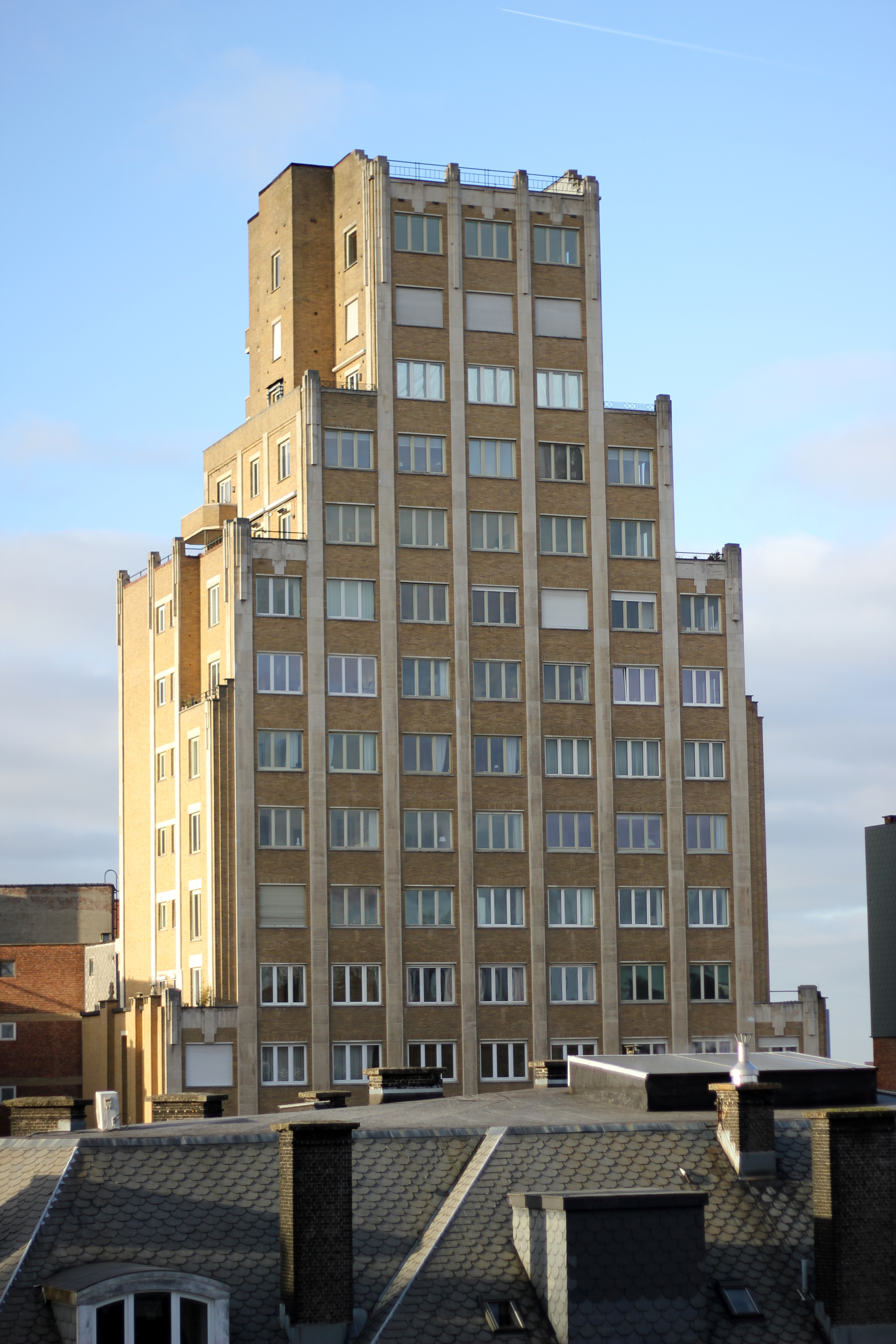
Résidence de la Cambre, située au 20 Boulevard Général Jacques

## Historique et description
En 1875, le boulevard a été construit avec les casernes. Un champ de manœuvres (aujourd'hui campus de l'ULB-VUB) complète l'ensemble.
Initialement, le boulevard s'appelait le boulevard Militaire. La petite section auderghemoise appartenait alors à la commune d'Ixelles.
 :p77
La plaine des manœuvres rassemblait des parcelles sises là où se rejoignent les territoires des communes d'Auderghem et d'Ixelles, non loin d'Etterbeek. Les terrains militaires étaient placés sous un seul règlement de police. Les deux communes échangèrent des parcelles dont la section située entre les actuels boulevard du Triomphe et boulevard Général Jacques ainsi que la Chaussée de Wavre furent attribués à Auderghem, en 1890.

### Lesglacières

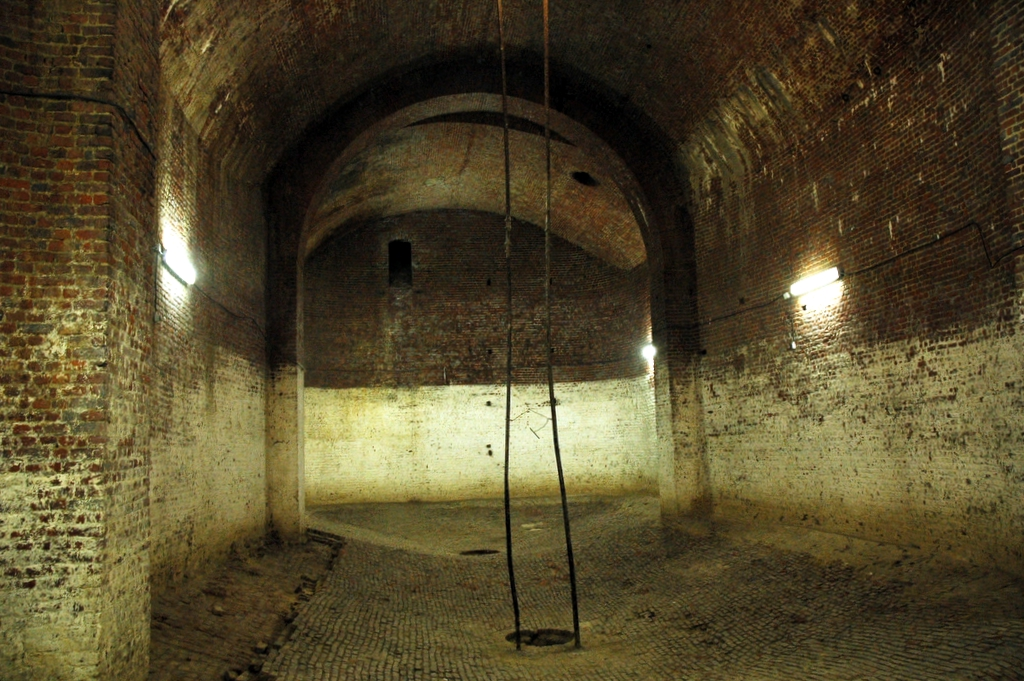
Les glacières royales

En 1875, l'entrepreneur-maçon J. P. Sommereyns acheta des terrains situés à une dizaine de mètres du boulevard Militaire, entre la chaussée de Wavre et le boulevard du Triomphe. Il y creusa une glacière d'environ 140 m2 dans laquelle on pouvait stocker de la glace naturelle durant une dizaine de mois. En hiver, on découpait la glace dans les étangs du voisinage pour l'y stocker afin de répondre, durant les mois d'été, aux besoins des militaires et des abattoirs. De même, les brasseries Chasse Royale avoisinantes, fondées à cette époque, utilisaient beaucoup de glace.
Pour satisfaire à la demande croissante de glace, des techniques nouvelles virent le jour et permirent la création de glace artificielle à l'aide de machines à vapeur.
:p78
Sommereyns acheta, en 1894 un vaste terrain jouxtant le sien dans le but d'y construire une seconde glacière. L'année suivante, ses fils construiront au-dessus des glacières souterraines Les Glacières Royales où on put atteindre une production quotidienne de 20 tonnes de glace.
Les glacières souterraines demeurèrent en usage jusqu'à la Première Guerre mondiale.
Par la suite, la production traditionnelle de glace à l'ancienne périclita. L'invention des armoires frigorifiques et les nouvelles techniques du froid utilisées dans les brasseries et les premiers frigos destinés aux ménages rendirent les glacières obsolescentes.
Lorsque la Vrije Universiteit Brussel (VUB) entra en possession de ces terrains, elle se rendit compte de la valeur archéologique industrielle de ces espaces et entreprit dès lors de les protéger, ce qui a été fait en 1993.
À proximité des casernes, d'autres établissements militaires favorisèrent l'ouverture de cafés. Il s'agissait de la caserne d'infanterie Rolin et de l'arsenal du charroi militaire.

### À la Clef d'Auderghem, chez Émile, Becquevort et autres
Sur le nouveau territoire récemment acquis par Auderghem et dans les parages immédiats des casernes se fixèrent encore, chaussée de Wavre, deux savonneries, de petits commerçants - parmi lesquels le charbonnier Becquevort - et des petits cafés.
Au coin de la chaussée de Wavre, Mme Haenen-Lambert exploitait son café À la Clef d'Auderghem pour lequel elle demanda en 1917 une licence dans la catégorie hôtel-café. Ce café avait été installé pour accueillir les militaires et, notamment, les conscrits d'une autre caserne bâtie au coin de la chaussée de Wavre, sur le territoire de la commune d'Etterbeek, qui sera nommée, après 1918, la caserne Rolin. En face de celle-ci, sur le territoire d'Etterbeek, l'arsenal du charroi militaire avec ses tours couronnées de créneaux, qui est devenu un site de petites et moyennes entreprises.
À côté, le maréchal-ferrant Emile Vercauteren ouvrit son café Chez Émile que sa veuve continua d'exploiter après la Seconde Guerre mondiale, jusque dans les années 1950.
L'abandon des casernes par l'armée et leur occupation par la gendarmerie a mis fin à ces activités commerciales. La plupart des immeubles commerciaux et d'habitation disparurent même dès les années 1980 puisque la proche VUB les achetait progressivement pour les démolir.
Le 15 décembre 1928, la commune d'Ixelles sur le territoire de laquelle se trouvait la plus grande partie du boulevard Militaire avait rebaptisé ce dernier du nom du Général Jacques, le vainqueur de la bataille de Dixmude, en 1917.
Auderghem adopta forcément aussi cette nouvelle appellation.